# Gia Phù
Gia Phù là một xã thuộc huyện Phù Yên, tỉnh Sơn La, Việt Nam.
Xã Gia Phù có diện tích 28,05 km², dân số năm 1999 là 5736 người, mật độ dân số đạt 204 người/km².